# Pseudocleobis morsicans
Pseudocleobis morsicans es una especie de arácnido  del orden Solifugae perteneciente a la familia Ammotrechidae.

## Distribución geográfica
Se encuentra en Sudamérica.